# Horšovský Týn
Horšovský Týn (deutsch Bischofteinitz) ist eine Stadt im westböhmischen Okres Domažlice in Tschechien mit rund 5000 Einwohnern. Das historische Stadtzentrum wurde 1953 zum städtischen Denkmalreservat erklärt.

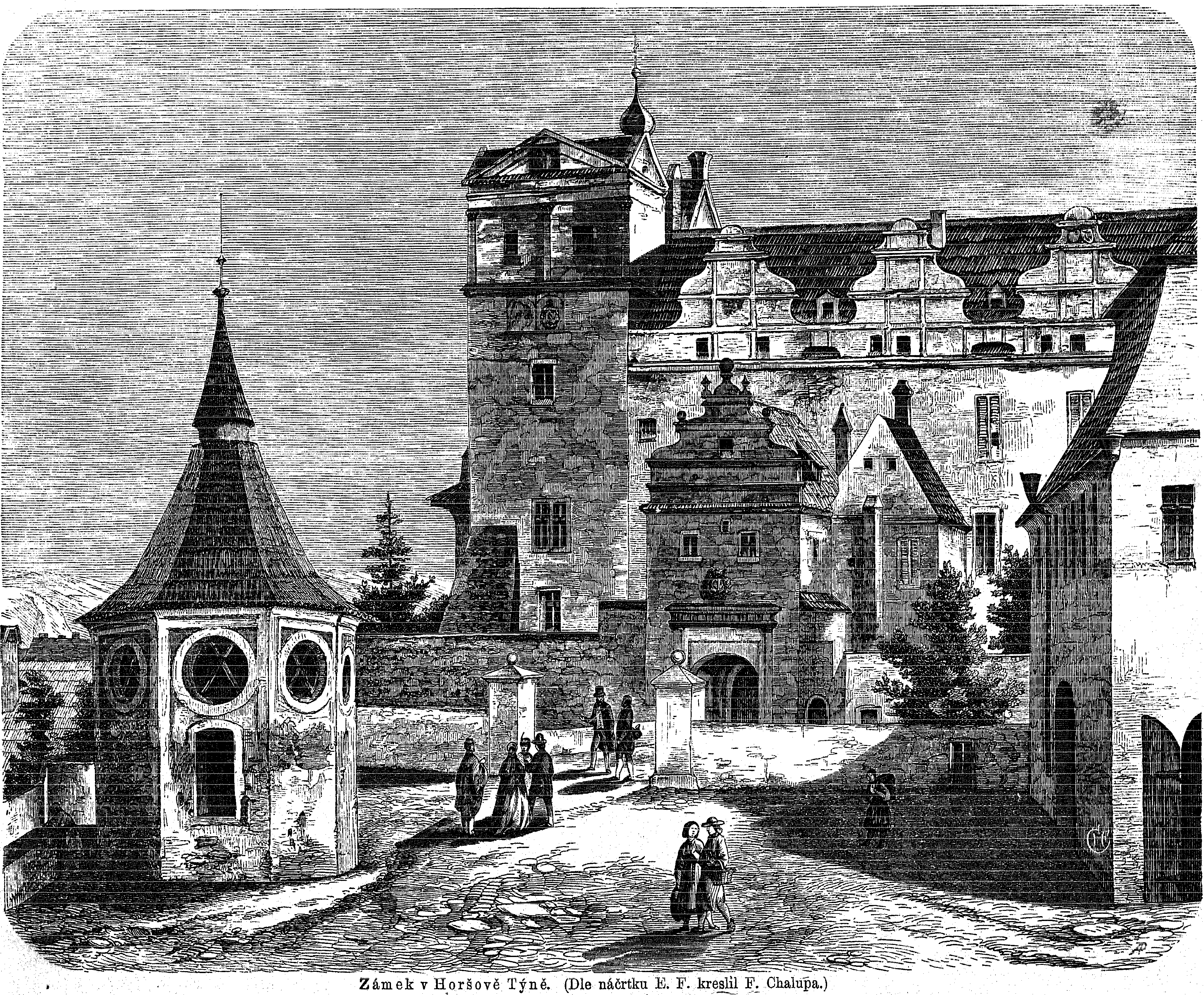
Schloss Bischofteinitz im Jahr 1868

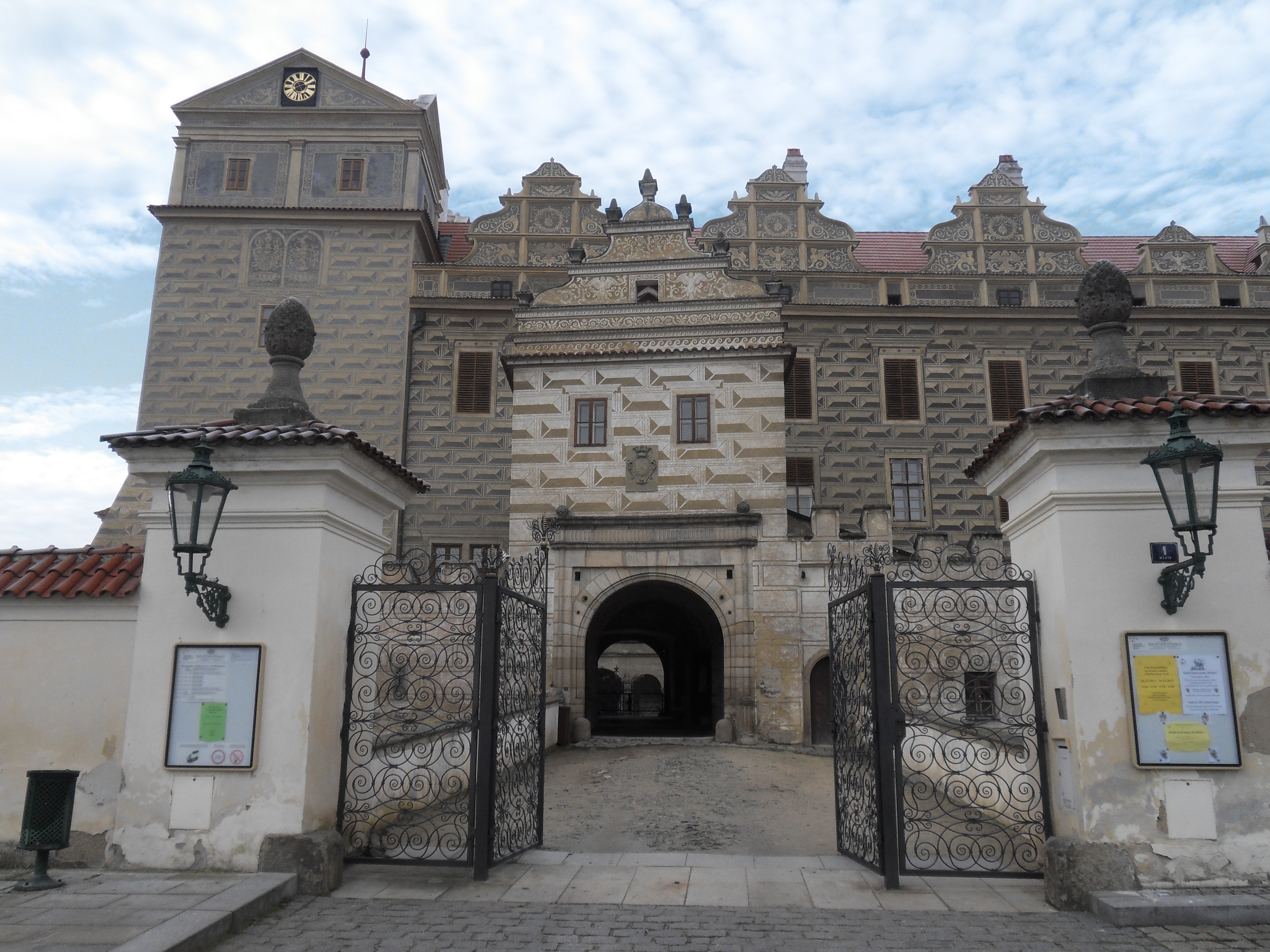
Schloss Bischofteinitz im Jahr 2013

## Geographische Lage
Die Stadt liegt in Westböhmen in 376 m ü. M. an der Radbuza (Radbusa), etwa 40 km südwestlich von Pilsen.

## Geschichte

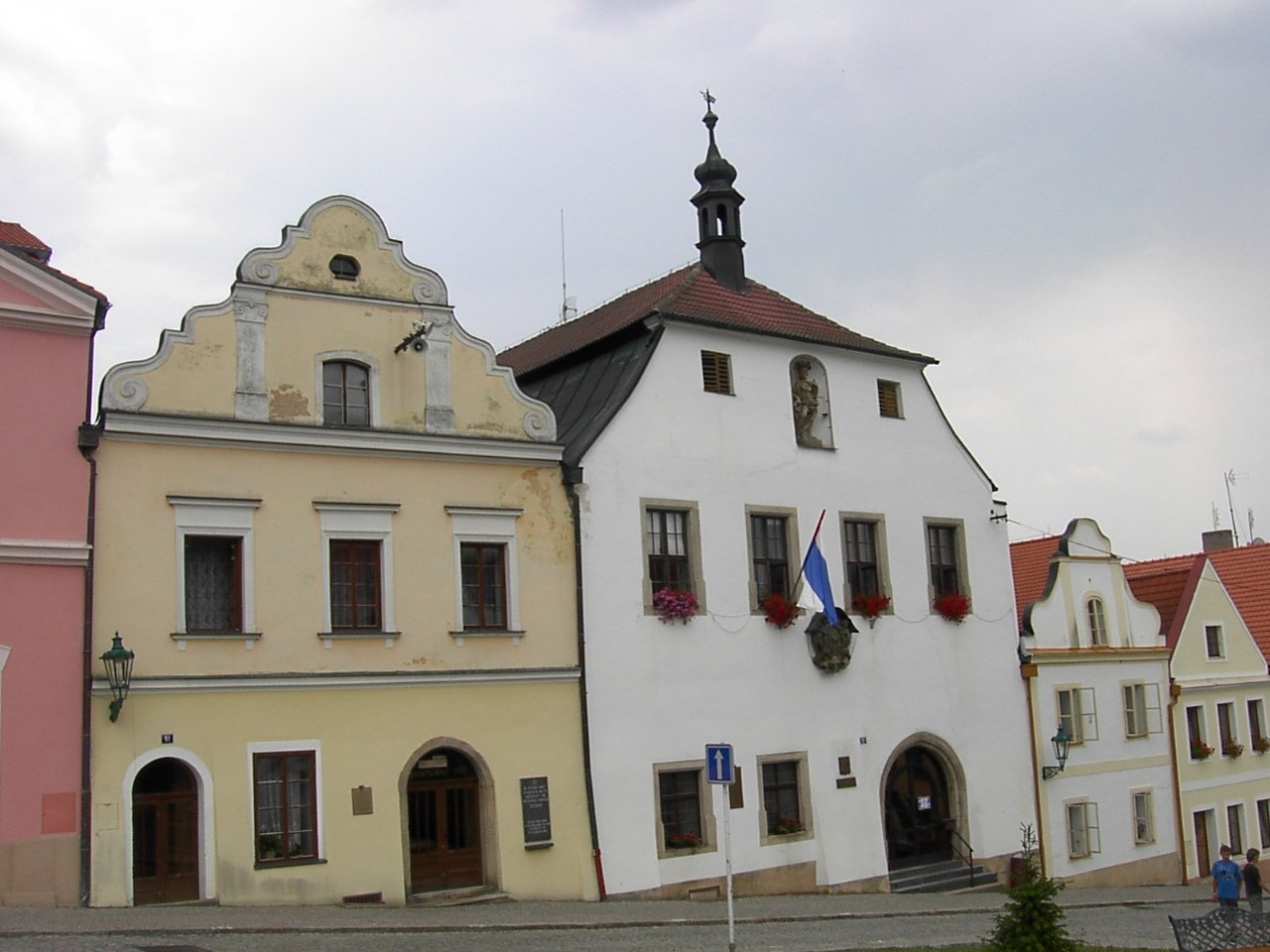
Rathaus (Aufnahme 2013)

Ab der Mitte des 13. Jahrhunderts entstand am rechten Ufer der Radbuza im Siedlungsgebiet der westslawischen Choden eine Kaufmannssiedlung, die zum Besitz der Erzbischöfe von Prag gehörte. Ihr gegenüber ließ Erzbischof Jan z Dražic eine Burg, das Schloss Horšovský Týn, im Stil der Gotik erbauen, neben der sein Nachfolger Tobias von Bechin 1286–1296 eine weitere Siedlung von Neusiedlern in Erbuntertänigkeit anlegen ließ. Diese bildete zusammen mit der ursprünglichen Siedlung, die heute Velké předměstí (Große Vorstadt) heißt, die spätere Stadt Bischofteinitz. In den Jahren 1422 und 1431 verteidigte sich die Stadt, römisch-katholisch geblieben, unter Führung des Burggrafen Zdenko Drštka, genannt Kolwin von Ronsperg (von Ramsperg), mit Erfolg gegen eine Heeresgruppe der Hussiten unter Andreas Prokop dem Großen. Beim Entsatz im Jahre 1422 kam der belagerten Stadt Pfalzgraf Johann von Pfalz-Neumarkt entscheidend zu Hilfe.
Nachdem die Erzbischöfe von Prag Bischofteinitz und die zugehörigen Dörfer mehrere Jahrhunderte lang ununterbrochen in Besitz gehabt hatten, gehörten Herrschaft und Stadt Bischofteinitz von 1539 bis 1620 Angehörigen der Familie Lobkowitz von Hassenstein in Erbuntertänigkeit. Nach dem Dreißigjährigen Krieg ging der Großgrundbesitz an die Grafen Trauttmansdorff, in deren Besitz das Schloss bis zur Enteignung im Jahre 1945 blieb. Fürst Ferdinand Trauttmansdorff-Weinsberg (1803–1859), Herrschaftsbesitzer von Bischofteinitz, verehelicht mit Anna Prinzessin von und zu Liechtenstein (* 1820) förderte die Entwicklung der Stadt. Im Laufe des 17. und 18. Jahrhunderts wurde die bis dahin zweisprachige Stadt allmählich durch weitreichende Handelsbeziehungen von Prag bis Regensburg fast ganz deutschsprachig Bischofteinitz war Hauptstadt des gleichnamigen Bezirks Bischofteinitz im Königreich Böhmen in der Monarchie Österreich-Ungarn.
Nach dem Ersten Weltkrieg wurde die Region Ende 1918 der neu geschaffenen Tschechoslowakei zugeschlagen.
Bereits ab dem späten 19. Jahrhundert und vor allem nach Kriegsende im Jahr 1918 hatte eine Zuwanderung von Tschechen begonnen. Laut Volkszählung 1930 hatte die Stadt insgesamt 2.663 Einwohner, davon waren 484 Tschechen. Nach dem Münchner Abkommen gehörte Bischofteinitz von 1938 bis 1945 zum Landkreis Bischofteinitz, Regierungsbezirk Eger, im Reichsgau Sudetenland des Deutschen Reichs. Die jüdischen Bewohner wurden verfolgt, enteignet, in Sammellager deportiert oder flüchteten ins Ausland.
Nach dem Zweiten Weltkrieg wurde die deutschsprachige Bevölkerung von Bischofteinitz vertrieben. Ihr Vermögen unter Berufung auf das Beneš-Dekret 108 konfisziert und die katholische Kirche enteignet. Seitens der Tschechischen Republik erfolgte keine Abgeltung für das eingezogene Vermögen. Die Heimatvertriebenen kamen meist nach Bayern und bildeten in Furth im Wald den Heimatkreis Bischofteinitz e. V.
Die Stadt wurde von tschechischsprachigen Neusiedlern in Besitz genommen. Von dem Schloss Horšovský Týn, das 1547 von Agostino Galli im Stil der Renaissance umgebaut wurde, blieben von der ursprünglich gotischen Burg gewaltige Grundmauern, tiefe Gewölbe, der Palas, Portale und prachtvoll eingewölbte Säle erhalten. In der Stadt haben außerdem zwei gotische Kirchen und das ehemalige Kapuzinerkloster die Zeiten überdauert.

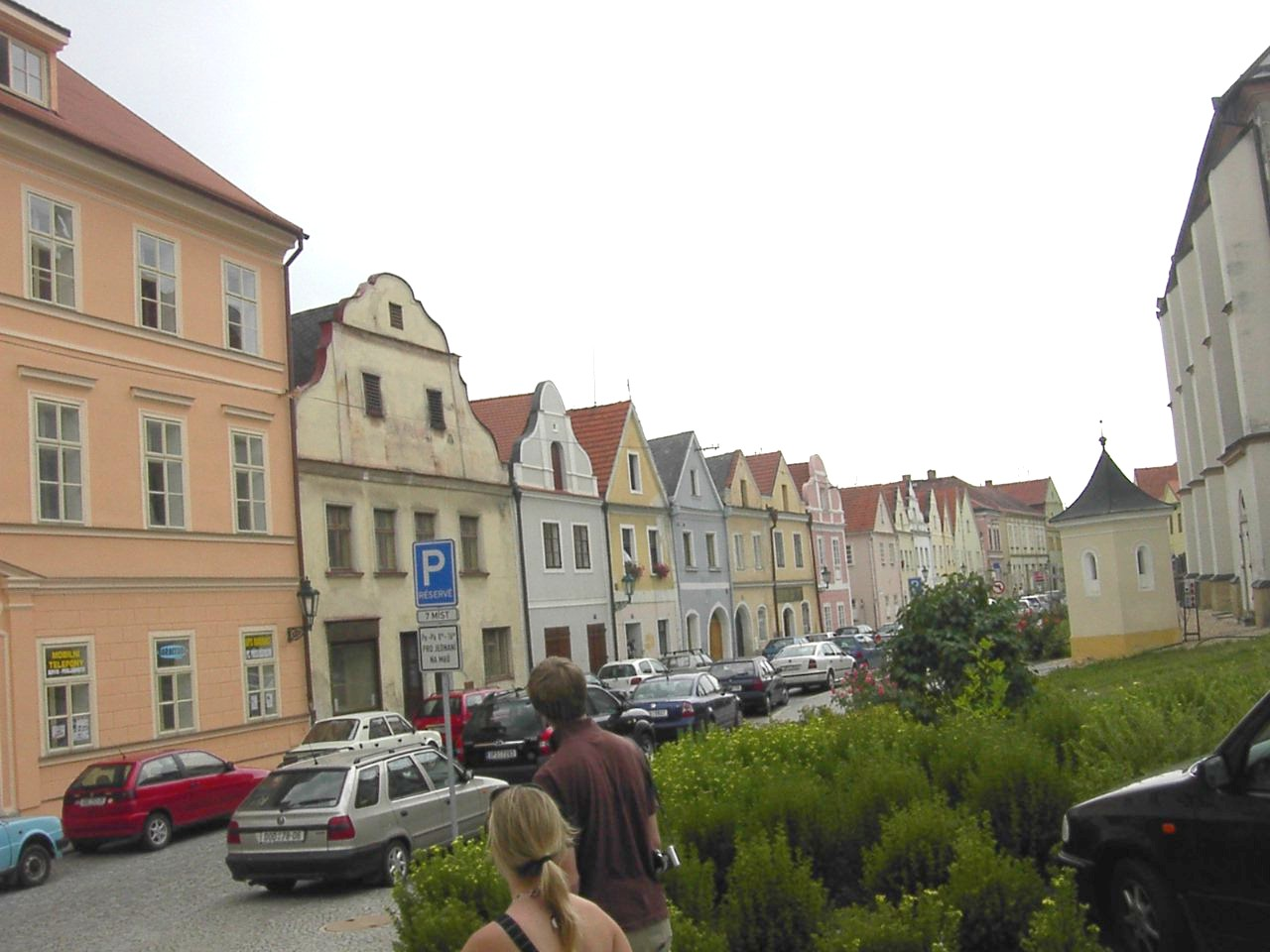
Renaissance-Bürgerhäuser am Platz der Republik

### Demographie
Bis 1945 war Bischofteinitz überwiegend von Deutschböhmen besiedelt, die vertrieben wurden.
| Jahr | Einwohner | Anmerkungen                       |
| ---- | --------- | --------------------------------- |
| 1830 | 2252      | in 271 Häusern                    |
| 1838 | 2403      | deutsche Einwohner in 297 Häusern |
| 1900 | 2721      | meist deutsche Einwohner          |
| 1930 | 3117      | davon 484 Tschechen               |
| 1939 | 3000      | [ 8 ]                             |

| Jahr      | 1947 1 | 1970 | 1980 | 1991 | 2001 | 2003 | 2007 |
| --------- | ------ | ---- | ---- | ---- | ---- | ---- | ---- |
| Einwohner | 2393   | 4052 | 4966 | 5047 | 4938 | 4905 | 4906 |

## Gemeindegliederung

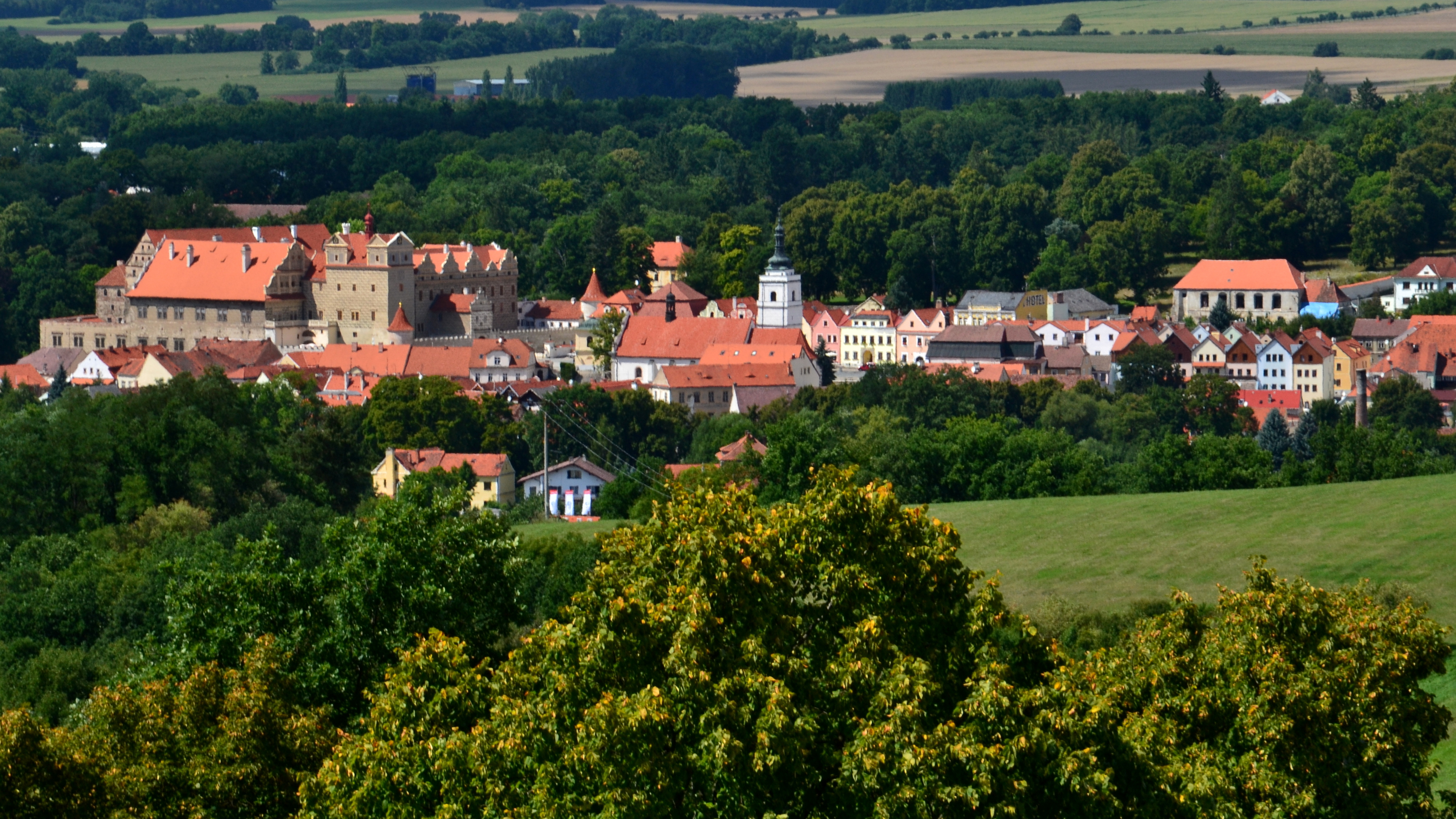
Blick auf die Altstadt

Die Stadt Horšovský Týn besteht aus den Ortsteilen Borovice (Worowitz), Dolní Metelsko (Untermedelzen), Hašov (Haschowa), Horní Metelsko (Obermedelzen), Horšov (Horschau), Kocourov (Kotzoura), Lazce (Hlas), Malé Předměstí (Kleine Vorstadt), Město, Nová Ves (Neudorf), Oplotec (Amplatz), Plzeňské Předměstí (Klostervorstadt), Podhájí (Podhaj), Podražnice (Podrasnitz), Semošice (Semeschitz), Svatá Anna (St. Anna), Svinná (Zwingau), Tasnovice (Taschlowitz), Valdorf (Walddorf), Velké Předměstí (Große Vorstadt) und Věvrov (Webrowa). Grundsiedlungseinheiten sind Borovice, Dolní Metelsko, Hašov, Horní Metelsko, Horšov, Horšovský Týn-historické jádro, Kocourov, Lazce, Malé Předměstí, Nová Ves, Oplotec, Plzeňské Předměstí, Podhájí, Podražnice, Semošice, Svatá Anna, Svinná, Tasnovice, U stadionu, Valdorf, Velké Předměstí, Věvrov und Za parkem.
Das Stadtgebiet gliedert sich in die Katastralbezirke Borovice u Horšovského Týna, Dolní Metelsko, Hašov, Horní Metelsko, Horšov, Horšovský Týn, Kocourov u Horšovského Týna, Oplotec, Podražnice, Semošice, Svinná u Štítar, Tasnovice und Věvrov.

## Partnerstädte
- Grossaffoltern, Schweiz
- Maarkedal, Belgien
- Nabburg, Deutschland, seit 2004

## Söhne und Töchter der Stadt
- Christoph Popel von Lobkowitz (1549–1609), Politiker und Diplomat
- Felix Kadlinský (1613–1675), Schriftsteller und Übersetzer, Angehöriger der Jesuiten
- Johannes Matthias Alexander Ecker (1766–1829), Chirurg
- Joseph Johann von Littrow (1781–1840), Astronom
- Eduard Baar von Baarenfels (1855–1935), Feldmarschalleutnant der Österreich-Ungarischen Armee.
- Josef Steinbach (1879–1937), Gewichtheber
- Egon Weißenbach (1897–1966), Maler
- Fürst Rudolf Trauttmansdorff-Weinsberg (* 18. November 1923), gefürsteter Graf von Umpfenbach, Freiherr von Gleichenberg, Negau, Burgau und Totzenbach, Ehrenritter des Souveränen Malteserordens, verehelicht 1958 mit Sybilla von Gersdorff, Gräfin Wolfff Metternich zur Gracht (* 1930)
- Graf Friedrich Trauttmansdorff-Weinsberg (* 21. Juni 1926), Farmer in Kanada, verehelicht in 1. Ehe mit Pauline Gräfin von Galen (* 1932); in 2. Ehe in Ontario in Kanada 1974 mit Nora Bethune Gddie (* 1932)
- Peter Kneißl (1938–2020), Althistoriker

## Ehrenbürger
- Karl Fürst von und zu Trauttmansdorff-Weinsberg, verstorben am 9. November 1921 in Bischofteinitz, Graf zu Umpfenbach, Freiherr von Gleichenberg, Negau, Burgau und Totzenbach, Herr auf Horschau-Teinitz, Ehrenritter des Souveränen Malteserordens, Reichsrats- und Landtagsabgeordneter; verehelicht 1869 in Wien mit Josephine Markgräfin von Pallavicini (* 1849 in Jamnitz, Mähren)

## Sehenswürdigkeiten

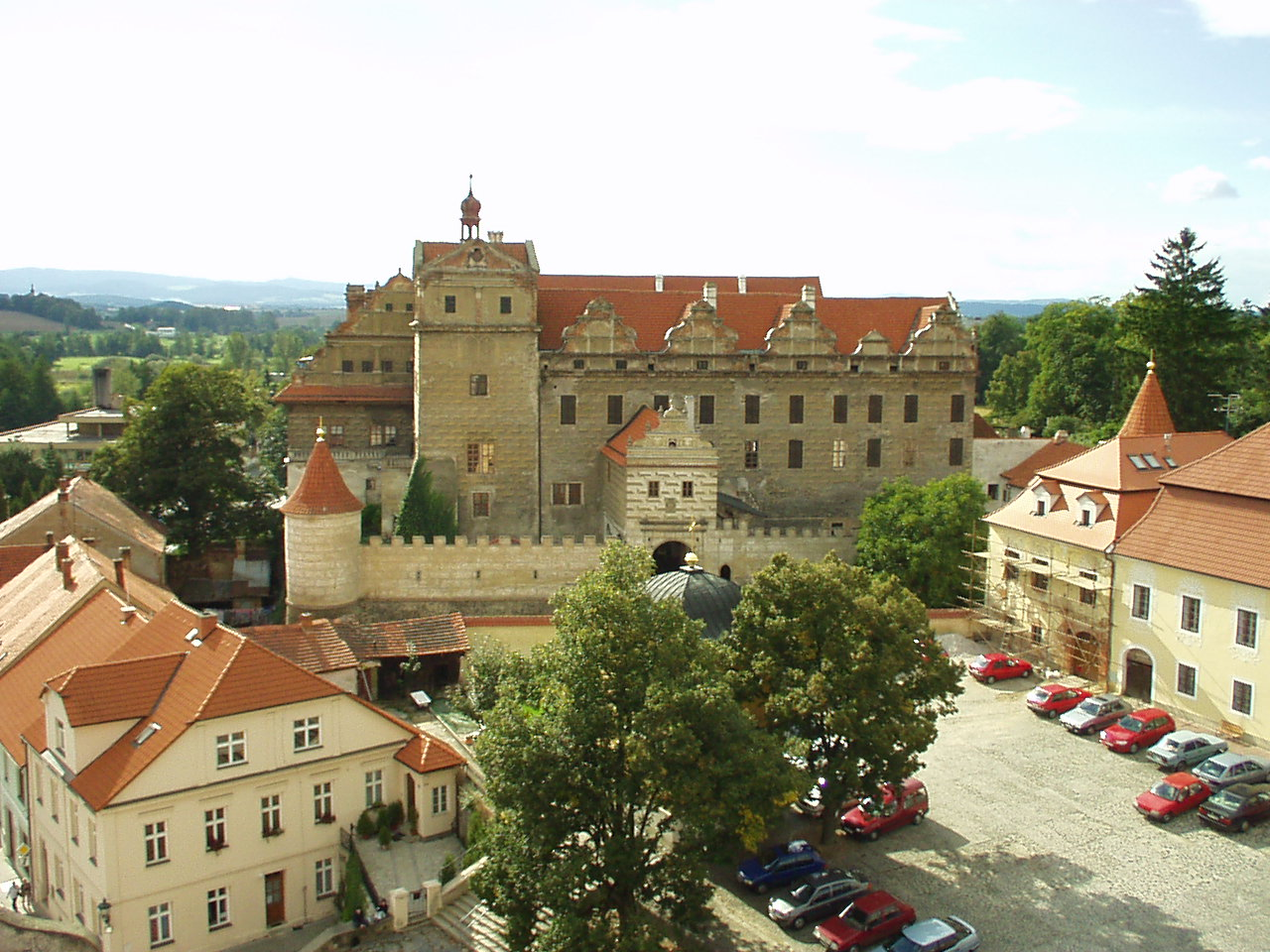
Schloss Bischofteinitz
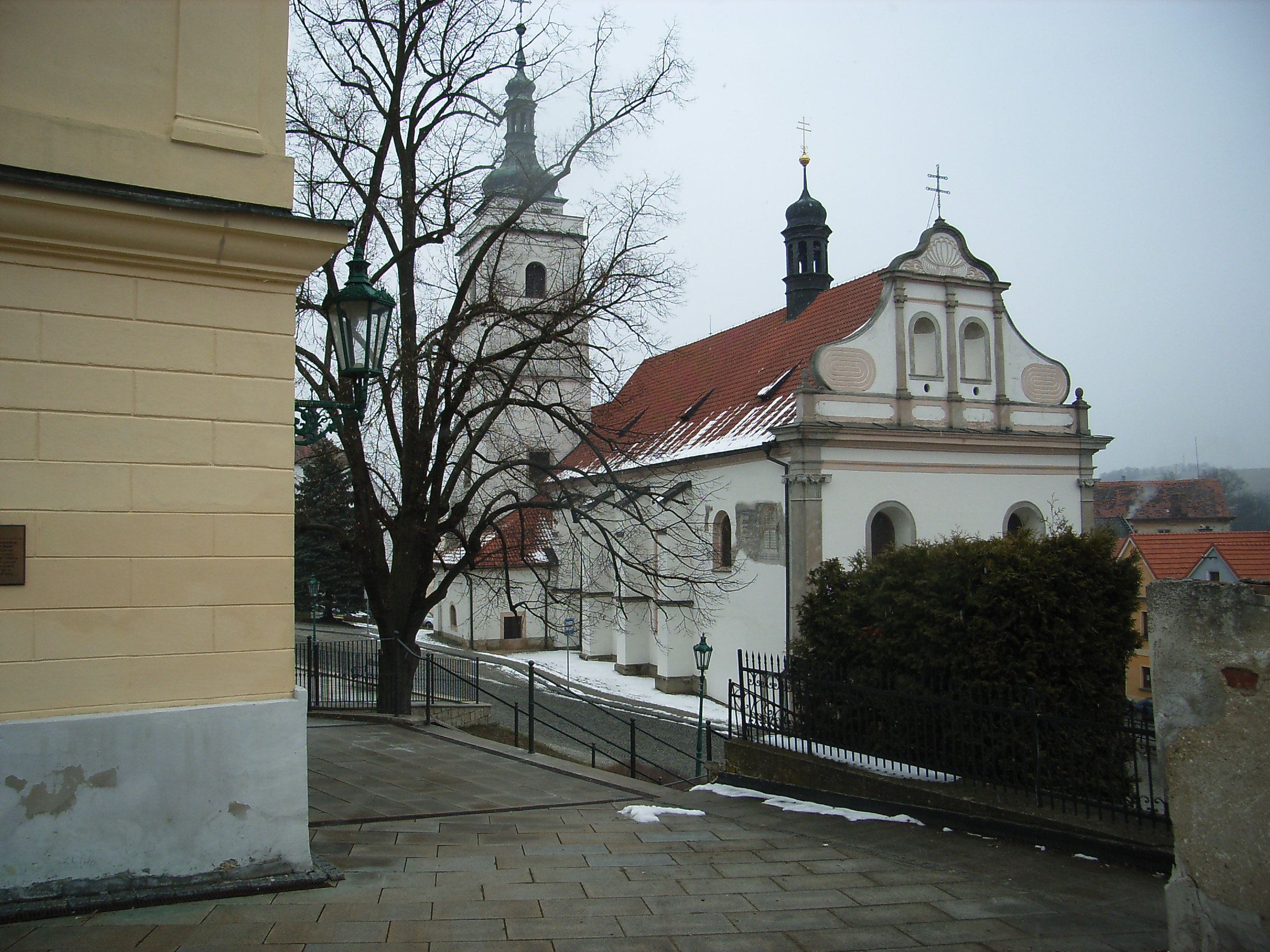
Stadtkirche am Marktplatz (2013)